# Pet Grief
Pet Grief è il secondo album in studio del gruppo musicale svedese The Radio Dept., pubblicato nel 2006.

## Tracce
1. It's Personal – 3:38
2. Pet Grief – 3:10
3. A Window – 3:27
4. I Wanted You to Feel the Same – 2:31
5. South Side – 1:16
6. The Worst Taste in Music – 3:21
7. Every Time – 3:44
8. What Will Give? – 4:31
9. Gibraltar – 1:35
10. Sleeping In – 3:31
11. Tell – 3:09
12. Always a Relief – 3:21

## Formazione
- Martin Larsson - voce, chitarra, tastiera
- Johan Duncansson - voce, chitarra, tastiera
- Per Blomgren - batteria
- Daniel Tjäder - tastiera